# Décembre 1802
Cette page présente les faits marquants du mois de décembre 1802.

## Événements
- Décembre[1] : le sikh Ranjit Singh, nommé gouverneur de Lahore par le roi d’Afghanistan (1799), s’empare de la cité sainte d’Amritsar avec une armée organisée à l’européenne.
- 7 décembre : arrêté consulaire rétablissant l'esclavage dans la colonie de Guyane.

- 24 décembre, France : création de 22 chambres de commerce.

- 31 décembre : traité de Bassein en Inde entre les Marathes et les Britanniques. Il impose le protectorat britannique sur l’ouest du Dekkan, aux mains des Marathes encadrés par les Français et marque le déclin de l’influence française dans la région[2].

## Naissances
- 2 décembre :
  - Charles Liedts, homme politique belge († 21 mars 1878).
  - Agostino Perini, naturaliste italien. († 19 octobre 1878).
- 6 décembre : Paul-Émile Botta (mort en 1870), diplomate et archéologue français.
- 13 décembre : Joseph Hippolyte Guibert, cardinal français, archevêque de Paris († 8 juillet 1886).
- 15 décembre :
  - János Bolyai (mort en 1860), mathématicien hongrois.
  - Jean-Daniel Colladon (mort en 1893), physicien suisse.
  - Honoré Théodoric d'Albert de Luynes (mort en 1867), numismate et archéologue français.
- 24 décembre : André-Michel Guerry (mort en 1866), juriste et statisticien amateur français.
- 27 décembre : Gerardus Johannes Mulder (mort en 1880), chimiste organicien néerlandais.

## Décès
- 3 décembre : Louis-Désiré-Joseph Donvé, peintre français (° 6 janvier 1760).
- 12 décembre : Erasmus Darwin, physicien et écrivain britannique (° 12 décembre 1731).